# Jorge Argüello
Jorge Martín Arturo Argüello (Córdoba, 20 de abril de 1956) es un político y diplomático argentino. Se desempeñó como Representante Permanente de la Argentina ante las Naciones Unidas entre 2007 y 2011, siendo luego designado Embajador de Argentina ante los Estados Unidos entre 2011 y 2013, y Embajador de Argentina en Portugal entre 2013 y 2015. En 2020 volvió a ser designado Embajador en Estados Unidos.

## Biografía

### Primeros años
Argüello nació en la Ciudad de Córdoba en 1956 siendo el primero de los cuatro hijos de Jorge Marcelo Argüello Varela y Raquel Luque Colombres. Se graduó en el Rochester Community High School en Rochester, Indiana, Estados Unidos, en 1974, y luego regresó a la Argentina, donde estudió abogacía en la Facultad de Derecho de la Universidad de Buenos Aires, graduándose en 1985. Posteriormente en 2009 obtuvo una Maestría en Administración y Asuntos Públicos de la Universidad de San Andrés.

### Carrera
Inició su carrera pública en 1987 en el Concejo Deliberante de la Ciudad de Buenos Aires, donde fue su presidente, y sirvió en la Cámara de Diputados de la Nación Argentina entre 1991 y 1995. Argüello se desempeñó como organizador anfitrión en 1994 en la primera visita oficial a la Argentina de una delegación parlamentaria británica desde la guerra de las Malvinas doce años antes, y más tarde representó a los países latinoamericanos en la reunión de 1994-1995 del grupo de los Parlamentarios para la Acción Global. En 1989 había presidido el comité de hermanamiento entre la ciudad de Buenos Aires y Tel Aviv (Israel). También fue presidente en la comisión de asuntos municipales y territorios nacionales.
En 1996, fue elegido para la Convención Estatuyente de la Ciudad de Buenos Aires que redactó la Constitución de la Ciudad Autónoma, siendo el presidente del bloque del partido Nueva Dirigencia. Entre 1997 y 2003 se desempeñó como legislador de la ciudad en dos períodos sucesivos (1997-2000 y 2000-2003). En 1997 encabezó la lista de una alianza entre Unión por Todos de Patricia Bullrich y el Movimiento de Integración y Desarrollo (MID), siendo el único legislador electo de la lista.
En 2003, Argüello fue nuevamente elegido miembro de la Cámara de Diputados formando parte del Frente para la Victoria y fue elegido presidente de la Comisión de Relaciones Exteriores, y como tal organizó el Observatorio Parlamentario de la Cuestión Malvinas. En abril de 2007, fue nombrado por el presidente Néstor Kirchner como representante Permanente de la Argentina ante la Organización de las Naciones Unidas (ONU) en Nueva York. Presentó sus cartas credenciales ante el Secretario General Ban Ki-moon el 18 de junio del mismo año.
Como representante argentino, se desempeñó como Vicepresidente de la Comisión de la Unión Interparlamentaria para la Paz y Seguridad entre 2006 y 2007. También fue Presidente del Comité de Descolonización de la ONU en 2008, y presidente del Grupo de los 77 + China durante 2011. Su mandato en el G77 fue destacado por su apoyo al Protocolo de Kioto. Durante su permanencia en Naciones Unidas, Argüello se caracterizó por sus esfuerzos para promover las reclamaciones argentinas en la disputa de soberanía de las Islas Malvinas.

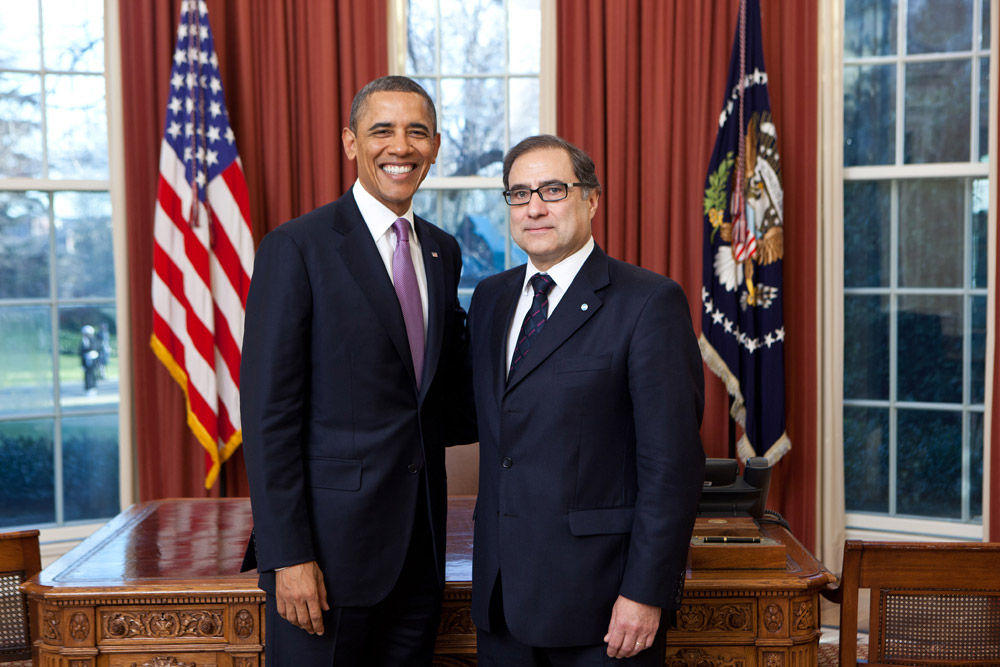
Argüello junto a Barack Obama en 2012.

En noviembre de 2011, fue designado como Embajador de Argentina en Estados Unidos, y sus credenciales fueron aceptadas formalmente el 1 de diciembre de ese año. El 13 de marzo de 2013, fue designado embajador argentino en Portugal, siendo reemplazado en Washington D. C. por Cecilia Nahón (entonces Secretaria de Relaciones Económicas Internacionales de la Cancillería Argentina), mediante el decreto número 265/2013.
Durante su cargo de embajador en Estados Unidos, Argüello realizó presentaciones y organizó actividades académicas, entre ellas la visita de Cristina Fernández de Kirchner a las universidades de Harvard y Georgetown en septiembre de 2012. También se encargó de replicar las críticas contra la Argentina, tanto en el Congreso de los Estados Unidos como en la prensa estadounidense, por la política comercial argentina y el conflicto con los fondos buitre. Argüello consiguió que el Gobierno de Estados Unidos apoyara la posición argentina ante los tribunales de Nueva York.
Durante su desempeño en Portugal también fue acreditado como embajador no residente en Cabo Verde.
Es autor de numerosos artículos y libros sobre la participación democrática. En marzo de 2015 publicó el libro Diálogos de Europa, que consiste en entrevistas a políticos y economistas de Europa y reflexiones sobre la crisis económica y política en la eurozona. También se ha desempeñado como docente en la Universidad de Belgrano y como presidente de la Fundación Embajada Abierta.
En junio de 2018, fue designado Secretario para la Cuestión Malvinas del gobierno de la provincia de Tierra del Fuego, Antártida e Islas del Atlántico Sur por la gobernadora Rosana Bertone. En el cargo, representa a la provincia en las negociaciones entre Argentina y Reino Unido por las islas en disputa. El puesto fue creado luego de que el gobierno provincial protestara ante la Cancillería Argentina por no contemplar a la provincia en acuerdos firmados con el gobierno británico en materia de pesca en el Atlántico sur.
En 2019 formó parte del equipo de campaña de su amigo personal Alberto Fernández, y en enero de 2020 ya como presidente lo designó como embajador en Estados Unidos, siendo además coordinador de las políticas a tomar en las representaciones argentinas ante los organismos internacionales con sede en dicho país (ONU, OEA, FMI, Banco Mundial y el Banco Interamericano de Desarrollo). También lo designó sherpa del presidente en la Cumbre del G-20 de Riad en Arabia Saudita. Ante el adelantamiento de la fecha pautada para su presentación de cartas credenciales ante el presidente estadounidense Donald Trump (que estaba previsto para marzo), fue designado como embajador «en comisión» a través del Boletín Oficial, siendo el primer nombramiento oficial de un embajador del gobierno de Alberto Fernández.

### Vida personal
Jorge Argüello está casado con la periodista Erika Grinberg, periodista egresada de la escuela argentina de periodismo TEA, en el año 2000. En 2003 obtuvo la beca Nuevos Periodistas del diario Clarín, donde se desempeñó en la sección de información general. Entre otros, trabajó en los siguientes diarios argentinos: La Razón, Buenos Aires Económico (BAE) y Perfil, en las secciones de política nacional y noticias internacionales. Durante 2006 y 2007 fue reportera especial de Newsweek Argentina. Es estudiante de Ciencias Políticas en la Universidad de Buenos Aires y obtuvo un certificado en Asuntos Globales en la Universidad de Nueva York. Erika fue Fellow de la OLA.

## Publicaciones
- Historia Urgente de Estados Unidos. La superpotencia en su momento de decisión. 2016. Buenos Aires, Editorial Capital Intelectual.[4]
- Diálogos sobre Europa. Crisis del euro y recuperación del pensamiento crítico. 2015. Buenos Aires, Editorial Capital Intelectual y Madrid, Editorial Cambio Intelectual.[4]
- Código de Participación Política para la Ciudad de Buenos Aires.[4]
- Bs As.ar. Fundación Proyecto Porteño (como compilador).[4]
- Buenos Aires, autónoma y descentralizada. Buenos Aires, Editorial de Belgrano.[4]